# 井戶站
井戶站（日语：／ Ido eki */?）是位於香川縣木田郡三木町、隷屬於高松琴平電氣鐵道（琴電）長尾線的車站。車站編號為N15，現為無人車站。開站時以車站附近的「真行寺」而命名，現時車站旁的車路平交道仍稱為「真行寺平交道」，但兩者的步行距離其實近700米，比本站與鄰站公文明站的距離還遠。

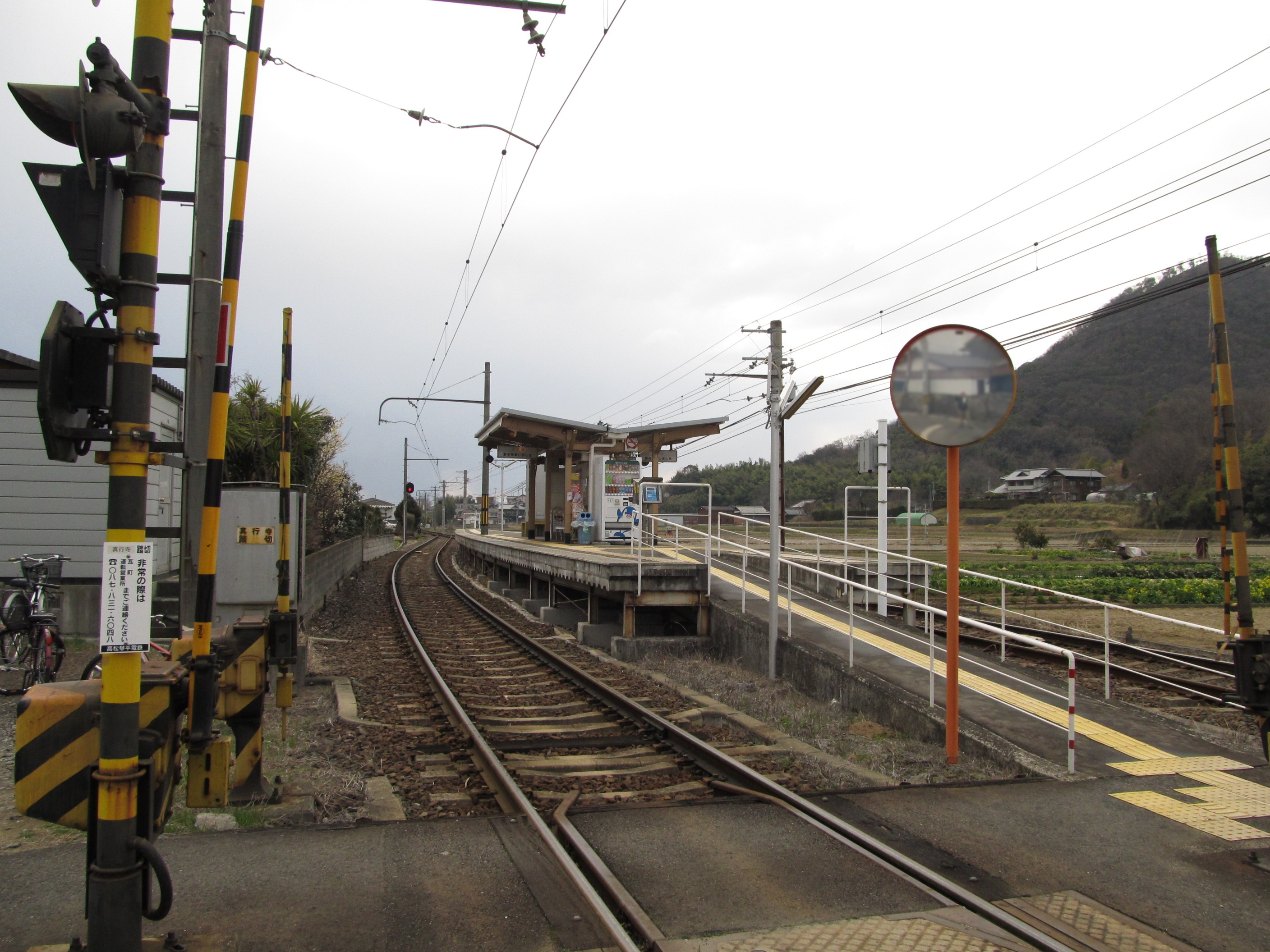
月台入口（2011年3月）

## 車站構造
採用簡易車站設計，不設站房。車站出入口設於向公文明站方向的月台末端，為無障礙斜道。由於乘車月台設於兩路軌的中央，且位於車路平交道旁，因此另設有站內平交道一個，橫越上行路軌至車路旁。

### 月台
現時為島式月台1個，為列車可交換車站，也是長尾線在到達終站前的最後一個列車可交換車站。在現行時間表下，主要是於上、下午繁忙時段12分鐘班次時適用。1996年轉為可交換車站時，曾經採用過兩個側式月台配置，現時島式月台設計乃後期改建而成。採用了水泥基座承托鐵架、再舖水泥地板而成。
月台上的設置十分簡樸，1組對應出、入站的IC卡感應器設於斜道的頂部；接着是一個長約7米的雙向式、中間隔有全幅式背板分隔的有蓋候車亭，兩邊各附設候車長櫈1張；一部簡易式自動售票機則設置於往高松築港方向月台的一邊，此外，亦設有一部自動販賣機及控制轉轍器及訊號的控制箱一座。
| 月台 | 路線    | 上下行 | 方向         |
| ---- | ------- | ------ | ------------ |
| 1    | ■長尾線 | 上行   | 高松築港方向 |
| 2    | ■長尾線 | 下行   | 長尾方向     |

## 歷史
- 1947年7月25日：車站開業，最初稱為「真行寺站」（日语：／）[1]。
- 1951年3月1日：車站改名為「井戶站」[2]。
- 1991年：在此前部分列車會通過此站，後改為全部列車停靠。
- 1996年8月25日：加設月台，令本站可以進行列車交會。

## 使用狀況
根據國土交通省2018年度的數據，本站是所有52個琴電車站中使用率最低的車站，每日上下車人次只有61人次，與志度線的房前站皆為使用量不足100人次的車站。
| 1日上落人數推斷 | 1日上落人數推斷 |
| 年度            | 1日平均人數     |
| --------------- | --------------- |
| 2011            | 71              |
| 2012            | 77              |
| 2013            | 76              |
| 2014            | 67              |
| 2015            | 73              |
| 2016            | 72              |
| 2017            | 69              |
| 2018            | 61              |
| 2019            | 70              |
| 2020            | 56              |
| 2021            | 56              |
| 2022            | 62              |

## 軼事
- 2007年10月，縣內的地方銀行百十四銀行（日语：百十四銀行）的一款宣傳海報「讓我們支持你的開始」（あなたの始まりを、応援させてください），以本站作為背景。

## 相鄰車站
高松琴平電氣鐵道
■長尾線
白山（N14）－井戶（N15）－公文明（N16）

## 外部連結
- 高松琴平電鐵井戶站資訊 （页面存档备份，存于）（日語）